# 塞峰 (維內迪傑山脈)
46°56′57″N 12°16′23″E / 46.94917°N 12.27306°E

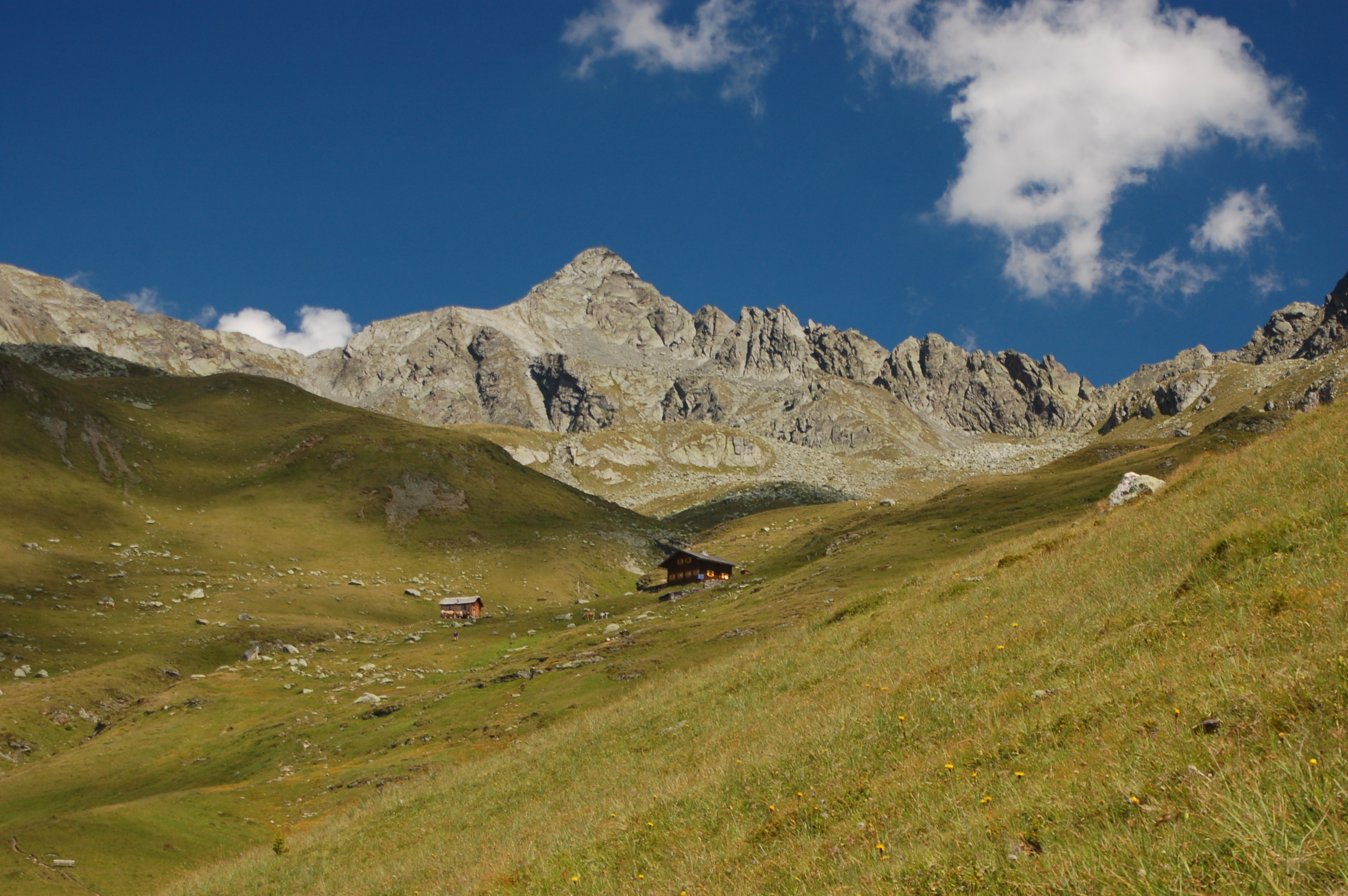

塞峰（德語：Seespitze），是奧地利的山峰，位於該國西部，由蒂羅爾州負責管轄，屬於維內迪傑山脈的一部分，海拔高度3,021米，每年平均降雨量1,874毫米。